# Новосёловка (Молдова)
Новосёловка (рум. Novosiolovca) — село в Тараклийском районе Молдавии. Относится к сёлам, не образующим коммуну.

## География
Село расположено в нижней части склона долины реки Ялпуг, ширина которой в границах села, достигает 1,5-2 км. Рельеф ровный с небольшим уклоном к югу. Находится на высоте 17 метров над уровнем моря. От районного центра города Тараклия находится на расстоянии 5 км, и в 147 км от столицы страны — города Кишинёв.

## Население
По данным переписи населения 2004 года, в селе Новосёловка проживало 1289 человек (624 мужчины, 665 женщин). По состоянию на 2016 год в селе проживает 1457 человек (700 мужчин и 757 женщин). Населённый пункт страдает от депопуляции – численность населения уменьшается за счёт естественной убыли и роста миграционного оттока. По данным на 01.01.2009 года естественный прирост населения составил 7%.
Этнический состав села:
| Национальность | Число жителей | Процентный состав |
| -------------- | ------------- | ----------------- |
| болгары        | 568           | 44.07             |
| гагаузы        | 281           | 21.8              |
| русские        | 178           | 13.81             |
| молдаване      | 153           | 11.87             |
| украинцы       | 76            | 5.9               |
| цыгане         | 19            | 1.47              |
| поляки         | 5             | 0.39              |
| румыны         | 1             | 0.08              |
| прочие         | 8             | 0.62              |
| Всего          | 1289          | 100%              |

## Климат
В Тараклийскийском районе средняя температура составляет 20-25 °C, летом дожди редкие, но обильные. Весной и осенью температура колеблется между 18-26 °C, осадки более обильные, чем летом. Район подвергается сильному действию ветров, которые вызывают «пыльные бури». Сухие и жаркие ветры (суховеи) средней и большой интенсивности за тёплый период составляют 20-30, а местами до 40 дней. Климат засушливый.
Климатические риски
Сельское хозяйство часто подвергается опасным метеорологическим явлениям. Наибольший ущерб наносят суховеи, град, засуха, проявляющаяся раз в три года, и заморозки. Ресурсов воды для защиты сельского хозяйства от засухи недостаточно.

## Экономика
Экономика села ограничивается ведением индивидуальных подсобных хозяйств и торговлей и являются «малыми» и «микро предприятиями». Сельскохозяйственный потенциал села достаточно высок, однако фактически не реализован в связи с отсутствием на территории села крупных промышленных и сельскохозяйственных предприятий. По состоянию на 2016 год в селе зарегистрировано 88 экономических агентов. Проблемой села остаётся безработица (52,9%) и трудовая миграция (30%). Основа доходов – бюджетные средства, что оставляет 75,7%. Местные налоги и собственные доходы села формируют 17,88%. Бюджетный дефицит покрывается за счёт грантов и трансфертов из центрального бюджета.

## Водные ресурсы
Общей характеристикой района является ограниченный доступ к качественным ресурсам питьевой воды и воды для ирригации. Водные ресурсы села Новосёловка представлены поверхностными и подземными водами. Поверхностные источники воды ограничены.
Поверхностные воды
Поверхностные воды села Новосёловка представлены протекающей рядом с селом рекой Ялпуг. Ближайшими крупным водоёмом является Тараклийское водохранилище, расположенное в 4 км севернее села. Поверхностные воды не могут использоваться для обеспечения жителей города питьевой водой по причине несоответствия санитарным нормам. Качество воды в реке Ялпуг и Тараклийском водохранилище отнесено к V классу качества (очень загрязнённая).
Подземные воды
Подземные воды в селе Новосёловка характеризуются превышением предельно допустимых концентраций соединений, таких как фтор, бор, нитраты и сульфаты. Вместе с этим, вода из подземных источников является единственно возможным вариантом водоснабжения села. Подаётся населению при помощи шахтных колодцев. Население так же использует воду из родника.

## Водоснабжение и водоотведение
По состоянию на 2016 год в населённом пункте, состоящем из 404 хозяйств, в 41 отсутствует водопровод. Водоснабжение в селе находится в частной собственности. В населённом пункте канализационная инфраструктура и очистные сооружения отсутствует.